# مترومدیا
مترومدیا (انگلیسی: Metromedia) شرکت رسانه‌ای آمریکایی است، که در سال ۱۹۵۶ تأسیس شد.